# 1222
[[Категорија: 1222
.| ]]
Година 1222 (MCCXXII) била је проста година која је почела у суботу.

## Догађаји
- Википедија:Непознат датум — Фиренца је кренула у рат против Пизе и победила је.
- Википедија:Непознат датум — У Ферари је након кратког раздобља заједничке владавине два члана ривалских породица, Аза VII од Еста и Салингуера II Торелија, Салингуер II завладао градом и остао његов једини владар до 1240.
- Википедија:Непознат датум — Амалрих VI од Монфорта потчинио је француском краљу Филипу II Августу све поседе које је освојио у време похода на албигензе. Умро је Ремон VI од Тулуза, наследио га је његов син Ремон VII.
- Википедија:Непознат датум — Основан је Универзитет у Падови.
- Википедија:Непознат датум — Угарски-хрватски краљ Андрија II доноси Златну булу којом је осигурао права високог племства и клера и признао локалним саборима право да одбију извршавање краљевих неправедних захтева.
- Википедија:Непознат датум — Након смрти Јуана I шведски краљ је постао Ерик XI, посмртно рођени син Ерика X, којег је убрзо свргнуо Кнут II.
- Википедија:Непознат датум — Естонци се уз помоћ Руса буне против данске власти и успевају да је свргну.
- Википедија:Непознат датум — Умро је никејски цар Теодор I Ласкарис , престо је оставио зету Јовану Ватацу.
- Википедија:Непознат датум — На Јави краља Кртају I, последњег припадника династије Кадири, код Гантера је победио Ангрок, који је потом цело краљевство ставио под своју власт.